# Stefan Küng
Stefan Küng (Wilen, 16 novembre 1993) è un ciclista su strada e pistard svizzero di origini liechtensteiniane, che corre per il team Groupama-FDJ. Nel 2015 è stato campione del mondo ed europeo di inseguimento individuale su pista. Professionista su strada dallo stesso 2015, ha messo in evidenza caratteristiche di passista e di cronoman, vincendo quattro campionati nazionali, due titoli europei a cronometro, tre tappe al Tour de Romandie, due al Tour de Suisse e una tappa alla Vuelta a España.

## Carriera

### 2011-2014: gli esordi
Nato a Wilen, da dilettante rappresenta il Liechtenstein in due edizioni dei Giochi dei piccoli stati d'Europa, conquistando tre medaglie nelle prove su strada, due argenti, in linea e a cronometro, nel 2011 e un oro a cronometro nel 2013.
Affermatosi anche come pistard, nel biennio 2013-2014 vince tre medaglie ai campionati del mondo di specialità, un bronzo nell'inseguimento a squadre nel 2013 a Minsk, un argento e un bronzo nel 2014 a Cali, rispettivamente nell'inseguimento individuale e nell'americana. Su strada debutta tra gli Under-23 nel 2013 con il BMC Development Team, ma si mette in evidenza soprattutto l'anno dopo. Ai campionati europei 2014 di Nyon si aggiudica infatti il titolo continentale Under-23 sia a cronometro che in linea; nello stesso anno vince anche il Tour de Normandie e la Flèche Ardennaise, e la medaglia di bronzo a cronometro Under-23 ai campionati del mondo di Ponferrada.

### 2015-2018: il professionismo con BMC
Per il 2015 viene promosso nella prima squadra, la californiana BMC Racing Team. Con la nuova maglia riesce a far sue la Volta Limburg Classic nei Paesi Bassi, una tappa al Tour de Romandie (valido per il World Tour) e il titolo iridato nella cronometro a squadre ai campionati del mondo di Richmond. In stagione vince anche l'oro nell'inseguimento individuale ai campionati del mondo su pista di Saint-Quentin-en-Yvelines, battendo in finale il pluri-titolato australiano Jack Bobridge.
Nel 2016, abbandonata l'attività su pista, prende parte alle classiche di primavera e al suo primo Giro d'Italia, senza però particolari risultati. Il 22 giugno, durante la prova a cronometro dei campionati svizzeri, si ferisce gravemente, e ciò gli impedisce di partecipare ai Giochi olimpici di Rio de Janeiro. Tornato alle corse in settembre, con i colori BMC vince la cronometro a squadre dell'Eneco Tour e la medaglia d'argento di specialità ai campionati del mondo di Doha.
Nell'aprile 2017, dopo due anni di digiuno, torna al successo individuale al termine della seconda tappa del Tour de Romandie 2017, battendo in una volata a due il compagno di fuga Andrij Hrivko. Vince poi anche la classifica a punti della gara a tappe svizzera. Dopo essersi piazzato secondo in entrambe le cronometro del Giro di Svizzera, alle spalle del compagno di squadra Rohan Dennis, ed aver vestito per un giorno la maglia di capoclassifica, si impone nella prova a cronometro dei campionati nazionali svizzeri. Dopo aver disputato per la prima volta in carriera il Tour de France, nel quale si piazza secondo dietro a Geraint Thomas nella cronometro inaugurale, disputa il BinckBank Tour imponendosi nella cronometro di 9 km del secondo giorno e conquistando la maglia di capoclassifica, che poi perde al termine della quinta tappa. Successivamente conquista il terzo posto in classifica al Tour of Britain.
Nel 2018 conquista la cronometro a squadre e la cronometro conclusiva del Tour de Suisse, e si conferma campione nazionale nella specialità contro il tempo. Dopo un Tour de France in cui si aggiudica la cronometro a squadre del terzo giorno con i compagni della BMC, è settimo ai campionati europei a cronometro, facendo poi sua la cronometro del BinckBank Tour. A fine stagione, complice la dismissione del BMC Racing Team, si accasa alla francese Groupama-FDJ.

## Palmarès

### Pista
- 2011

Campionati europei Juniores & U23, Americana Juniores (con Théry Schir)
Campionati svizzeri, Omnium Juniores
- 2013

Öschelbronn, Inseguimento a squadre (con Silvan Dillier, Frank Pasche e Théry Schir)
Campionati europei Juniores & U23, Inseguimento individuale Under-23
Campionati europei Juniores & U23, Inseguimento a squadre Under-23 (con Tom Bohli, Frank Pasche e Théry Schir)
- 2014

Campionati europei Juniores & U23, Inseguimento individuale Under-23
Campionati europei Juniores & U23, Inseguimento a squadre Under-23 (con Tom Bohli, Frank Pasche e Théry Schir)
- 2015

Campionati del mondo, Inseguimento individuale
Campionati svizzeri, Corsa a punti
Campionati svizzeri, Inseguimento individuale
Campionati svizzeri, Americana (con Théry Schir)
Tre giorni di Aigle, Inseguimento individuale
Campionati europei, Inseguimento individuale

### Strada
- 2011 (Juniores)

6ª tappa Tour Du Pays De Vaud (Penthaz > Penthaz)
Campionati svizzeri, Prova a cronometro Juniores
- 2013 (BMC Development Team)

Giochi dei piccoli stati d'Europa, Prova a cronometro
Campionati svizzeri, Prova a cronometro Under-23
Giro del Belvedere
- 2014 (BMC Development Team)

Prologo Tour de Normandie (Saint-Lô > Saint-Lô, cronometro)
Classifica generale Tour de Normandie
Flèche Ardennaise
Campionati europei, Cronometro Under-23
Campionati europei, Prova in linea Under-23
- 2015 (BMC Racing Team, due vittorie)

Volta Limburg Classic
4ª tappa Tour de Romandie (La Neuveville > Friburgo)
- 2017 (BMC Racing Team, tre vittorie)

2ª tappa Tour de Romandie (Aigle > Bulle)
Campionati svizzeri, Prova a cronometro
2ª tappa BinckBank Tour (Voorburg > Voorburg, cronometro)
- 2018 (BMC Racing Team, tre vittorie)

9ª tappa Tour de Suisse (Bellinzona > Bellinzona, cronometro)
Campionati svizzeri, Prova a cronometro
2ª tappa BinckBank Tour (Venray > Venray, cronometro)
- 2019 (Groupama-FDJ, cinque vittorie)

3ª tappa Volta ao Algarve (Lagoa > Lagoa, cronometro)
2ª tappa Tour de Romandie (Le Locle > Morges)
Campionati svizzeri, Prova a cronometro
Tour du Doubs
1ª tappa, 2ª semitappa Okolo Slovenska (Bardejov > Bardejov, cronometro)
- 2020 (Groupama-FDJ, tre vittorie)

Campionati svizzeri, Prova a cronometro
Campionati svizzeri, Prova in linea
Campionati europei, Prova a cronometro
- 2021 (Groupama-FDJ, sei vittorie)

4ª tappa Volta a la Comunitat Valenciana (Chilches > Almenara, cronometro)
Classifica generale Volta a la Comunitat Valenciana
Campionati svizzeri, Prova a cronometro
1ª tappa Tour de Suisse (Frauenfeld > Frauenfeld, cronometro)
Campionati europei, Prova a cronometro
Crono delle Nazioni
- 2022 (Groupama-FDJ, tre vittorie)

4ª tappa Tour du Poitou-Charentes (Smarves > Vivonne, cronometro)
Classifica generale Tour du Poitou-Charentes
Crono delle Nazioni
- 2023 (Groupama-FDJ, due vittorie)

5ª tappa Volta ao Algarve (Lagoa > Lagoa, cronometro)
1ª tappa Tour de Suisse (Einsiedeln > Einsiedeln, cronometro)
- 2024 (Groupama-FDJ, tre vittorie)

Campionati svizzeri, Prova a cronometro
21ª tappa Vuelta a España 2024 (Distrito Telefónica (Madrid) > Madrid, cronometro)
Crono delle Nazioni

#### Altri successi
- 2011 (Juniores)

Classifica scalatori Driedaagse van Axel
- 2014 (BMC Development Team)

Classifica giovani Tour de Normandie
- 2015 (BMC Racing Team)

Campionati del mondo, Cronosquadre
- 2016 (BMC Racing Team)

RMVZOL-Frühlingsrennen
5ª tappa Eneco Tour (Sittard-Geleen > Sittard-Geleen, cronosquadre)
- 2017 (BMC Racing Team)

1ª tappa Volta a la Comunitat Valenciana (Orihuela > Orihuela, cronosquadre)
1ª tappa Tirreno-Adriatico (Lido di Camaiore > Lido di Camaiore, cronosquadre)
Classifica a punti Tour de Romandie
- 2018 (BMC Racing Team)

3ª tappa Volta a la Comunitat Valenciana (Benitatxell > Calpe, cronosquadre)
1ª tappa Tirreno-Adriatico (Lido di Camaiore > Lido di Camaiore, cronosquadre)
1ª tappa Tour de Suisse (Frauenfeld > Frauenfeld, cronosquadre)
3ª tappa Tour de France (Cholet > Cholet, cronosquadre)
- 2022 (Groupama - FDJ)

Campionati del mondo, Staffetta mista
- 2023 (Groupama - FDJ)

Campionati del mondo, Staffetta mista

## Piazzamenti

### Grandi Giri
- Giro d'Italia

2015: ritirato (12ª tappa)
2016: 60º
2023: ritirato (10ª tappa)
- Tour de France

2017: 79º
2018: 53º
2019: 96º
2020: non partito (17ª tappa)
2021: 49º
2022: 32º
2023: 54º
2024: non partito (19ª tappa)
- Vuelta a España

2024: 39º

### Classiche monumento
- Milano-Sanremo

2019: 59º
2020: 51º
2024: 23º
- Giro delle Fiandre

2016: 60º
2017: 41º
2018: 55º
2019: 44º
2020: 102º
2021: 44º
2022: 5º
2023: 6º
2024: 41°
2025: 7º
- Parigi-Roubaix

2015: 63º
2016: 41º
2017: ritirato
2018: ritirato
2019: 11º
2021: ritirato
2022: 3°
2023: 5º
2024: 5º
2025: 43°

### Competizioni mondiali
- Campionati del mondo su strada

Copenaghen 2011 - Cronometro Junior: 19º
Copenaghen 2011 - In linea Junior: 126º
Toscana 2013 - Cronometro Under-23: 6º
Toscana 2013 - In linea Under-23: 27º
Ponferrada 2014 - Cronometro Under-23: 3º
Ponferrada 2014 - In linea Under-23: 83º
Richmond 2015 - Cronosquadre: vincitore
Richmond 2015 - Cronometro Elite: 19º
Doha 2016 - Cronosquadre: 2º
Doha 2016 - Cronometro Elite: 17º
Doha 2016 - In linea Elite: 38º
Bergen 2017 - Cronosquadre: 2º
Bergen 2017 - Cronometro Elite: 25º
Bergen 2017 - In linea Elite: 44º
Innsbruck 2018 - Cronosquadre: ritirato
Innsbruck 2018 - Cronometro Elite: 12º
Yorkshire 2019 - Cronometro Elite: 10º
Yorkshire 2019 - In linea Elite: 3º
Imola 2020 - Cronometro Elite: 3º
Fiandre 2021 - Cronometro Elite: 5º
Fiandre 2021 - Staffetta: 4º
Fiandre 2021 - In linea Elite: 41º
Wollongong 2022 - Cronometro Elite: 2º
Wollongong 2022 - Staffetta: vincitore
Wollongong 2022 - In linea Elite: 20º
Glasgow 2023 - In linea Elite: 5°
Glasgow 2023 - Staffetta: vincitore
Glasgow 2023 - Cronometro Elite: 12°
Zurigo 2024 - In linea Elite: 37°
Zurigo 2024 - Cronometro Elite: 8°
- Campionati del mondo su pista

Minsk 2013 - Inseguimento individuale: 3º
Minsk 2013 - Inseguimento a squadre: 8º
Minsk 2013 - Corsa a punti: 5º
Cali 2014 - Inseguimento individuale: 2º
Cali 2014 - Americana: 3º
Cali 2014 - Inseguimento a squadre: 6º
Saint-Quentin-en-Yvelines 2015 - Inseguimento a squadre: 6º
Saint-Quentin-en-Yvelines 2015 - Inseguimento individuale: vincitore
- Giochi olimpici

Tokyo 2020 - In linea: 40º
Tokyo 2020 - Cronometro: 4º
Parigi 2024 - Cronometro: 8º
Parigi 2024 - In linea: 7º

### Competizioni europee
- Campionati europei su strada

Turchia 2010 - Cronometro Juniores: 8°
Turchia 2010 - In linea Juniores: 61°
Goes 2012 - Cronometro Under-23: 23°
Goes 2012 - In linea Under-23: 33°
Nyon 2014 - Cronometro Under-23: vincitore
Nyon 2014 - In linea Under-23: vincitore
Plumelec 2016 - Cronometro Elite: 16º
Glasgow 2018 - Cronometro Elite: 7º
Alkmaar 2019 - Cronometro Elite: 4º
Plouay 2020 - Cronometro Elite: vincitore
Trento 2021 - Cronometro Elite: vincitore
Monaco di Baviera 2022 - Cronometro Elite: 2º
Drenthe 2023 - Cronometro Elite 11º
Limburgo 2024 - Cronometro Elite: 2º
- Campionati europei su pista

Apeldoorn 2011 - Americana Juniores: vincitore
Anadia 2013 - Inseguimento a squadre Under-23: vincitore
Anadia 2013 - Inseguimento individuale Under-23: vincitore
Anadia 2013 - Americana Under-23: 2ª
Anadia 2014 - Inseguimento a squadre Under-23: vincitore
Anadia 2014 - Inseguimento individuale Under-23: vincitore
Grenchen 2015 - Inseguimento a squadre Elite: 2º
Grenchen 2015 - Inseguimento individuale Elite: vincitore